# Villemontais
Villemontais település Franciaországban, Loire megyében. Lakosainak száma 1045 fő (2022. január 1.). Villemontais Saint-Alban-les-Eaux, Arcon, Cherier, Lentigny és Saint-Jean-Saint-Maurice-sur-Loire községekkel határos.

## Népesség
A település népessége az elmúlt években az alábbi módon változott:
| Lakosok száma | 742  | 926  | 887  | 941  | 996  | 1018 | 1017 | 1022 | 1024 | 1045 |
|               | 1968 | 1982 | 1990 | 2006 | 2013 | 2015 | 2017 | 2019 | 2020 | 2022 |